# Greenslade
I Greenslade sono stati un gruppo musicale britannico di rock progressivo sinfonico, attivi nei primi anni '70. 

## Storia dei Greenslade
Il gruppo prendeva il nome dal tastierista e fondatore Dave Greenslade, già tastierista dei Colosseum e in seguito attivo anche come solista.  Oltre a Greenslade, la formazione comprendeva un altro tastierista, Dave Lawson (anche cantante), il batterista Andy McCulloch (già King Crimson) e Tony Reeves bassista dei Colosseum. I Greenslade incisero quattro album in studio, prima di sciogliersi alla metà degli anni 1970. Dave Greenslade continuò poi come solista.
I Greenslade furono fra i gruppi che si avvalsero, per le copertine dei loro album, dell'artista Roger Dean.

## Discografia
Album in studio
- 1973 - Greenslade
- 1973 - Bedside Manners Are Extra
- 1974 - Spyglass Guest
- 1975 - Time & Tide
- 2000 - Large afternoon

Live
- 2000 - Live
- 2001 - Greenslade 2001
- 2013 - Live in Stockholm

Compilation
- 1997 - Shades of Green
- 2019 - Sundance

## Formazione

### Ultima
- Dave Greenslade – voce, tastiera (1972-2003)
- John Young – tastiera (2000–2003)
- Tony Reeves – Basso (1972–1974; 2000–2003)
- John Trotter – batteria (2000–2003)

### Altri componenti
- Dave Lawson - tastiera (1972-1976)
- Andy McCulloch – batteria (1972-1976)
- Martin Briley – basso (1974–1976)
- Dave Markee – basso (1977-1979)
- Simon Phillips – batteria (1977)
- Jon Hiseman – batteria (1977-1979)